# Слободан Милошевић
Слободан Милошевић (Пожаревац, 20. август 1941 — Хаг, 11. март 2006) био је српски и југословенски политичар и правник. Од 1986. до 1989. налазио се на функцији председника Председништва Централног комитета Савеза комуниста Србије, од 1989. до 1997. био је председник Председништва СР Србије, односно председник Републике Србије, а од 1997. до 2000. председник Савезне Републике Југославије. Оснивач је и први председник Социјалистичке партије Србије
Политиком је почео да се бави током студија на Правном факултету у Београду. Потом је радио у предузећу „Техногас”, где је био генерални директор и у Удруженој београдској банци, где је био председник Пословног одбора. Посредством Ивана Стамболића, ушао је 1982. у политику. Aприла 1984. изабран је за председника Градског комитета Савеза комуниста Београда, а маја 1986. за председника Председништва ЦК СК Србије и члана Председништва ЦК СК Југославије. Његов политички успон почео је априла 1987. након посете Косову Пољу, када се укључио у проблематику кризе у САП Косову. На таласу популистичке реторике, коју је покренуо, на Осмој седници ЦК СКС поразио је политичку групу предвођену Стамболићем и утврдио позицију политичког вође Србије. Након тога, укључио се у решавање уставних проблема које је СР Србија имала са покрајинама Војводином и Косовом. Маја 1989. постао је председник Председништва СР Србије.
Током активности за сузбијање утицаја аутономних покрајина, дошао је у сукоб са руководствима других југословенских република, нарочито после смењивања руководства СР Црне Горе, јануара 1989. године. У политичкој борби, која је крајем 1980-их, вођена унутар Савеза комуниста Југославије, доживљаван је као присталица државног централизма и противник демократизације, али и као српски националиста. Након распада Савеза комуниста, јула 1990. трансформисао је СК Србије у Социјалистичку партију Србије (СПС) и постао њен први председник. На првим вешестраначким изборима у децембру 1990. однео је убедљиву победу и поново био изабран за председника Србије. 
Почетком 1990-их називан је „лидером свих Срба“, што га чини једном од кључних личности током ратова на поростору бивше Југославије. Био је заговорник стварања Савезне Републике Југославије, коју су чиниле Србија и Црна Гора. Због помоћи коју је пружао Србима у Хрватској и Србима у Босни и Херцеговини, током ратних дејстава, Уједињене нације су маја 1992. увеле санкције СР Југославији. Услед унутрашње политичке кризе, у Србији су децембра 1992. одржани нови избори на којима је поново изабран за председника Републике, али уз знатно мањи број гласова. Парламентарни избори, одржани су и наредне године, након чега је формирана коалициона влада. Новембра 1995. учествовао је у име Републике Српске на мировним преговорима у Дејтону, где је са Фрањом Туђманом и Алијом Изетбеговићем закључио мир, којим је завршен рат у Босни и Херцеговини. Тада је од стране Запада проглашен за једног од „главних фактора мира и стабилности на Балкану“.
Због покушаја да поништи локалне изборе, на којима је изгубио власт у Београду, Новом Саду, Нишу и другим већим градовима, покренут је талас протеста, којима су се придружили студенти. Након тромесечних демонстрација, уз посредство међународне заједнице, признао је изборни пораз и предао власт опозицији. Јула 1997. изабран је за председника СР Југославије, а на изборима септембра исте године успео је да сачува парламентарну власт у Србији. Приликом политичког сукоба у Црној Гори, између Мила Ђукановића и Момира Булатовића, подржао је Булатовића и са његовом странком формирао коалицију на савезном нивоу, након чега је дошло до почетка лоших односа између две републике.
Косовска криза се интензивирала 1998. што је добвело до рата на Косову и Метохији. Под притиском међународне заједнице пристао је на мировне прговоре у Рамбујеу, али је због понижавајућих услова југословенска делегација одбила мировни споразум, што је САД и ЕУ послужило као оправдање за покретање НАТО интервенције, током које је од марта до јуна 1999.  бомбардована СР Југославија. У току НАТО агресије, маја 1999, Међународни кривични суд за бившу Југославију подигао је против њега оптужницу за злочине против човечности. 
Јула 2000. променио је Устав СРЈ и уз редовне савезне и локалне изборе у Србији, расписао превремене изборе за председника СРЈ. Главни конкурент на изборима, одржаним 24. септембра 2000. био му је Војислав Коштуница, кандидат удружене опозиције. Због покушаја манипулацијом изборним резултатом, опозиција је организовала протесте, који су кулминирали 5. октобра када је дошло до његовог свргавања са власти.
После напуштања власти, наставио је да са породицом живи у председничкој вили, све до 1. априла 2001. када је након тродневне полицијске акције ухапшен под оптужбом за злоупотребу службеног положаја. Након два и по месеца боравка у Централном затвору, на основу уредбе Владе Србије, 28. јуна 2001. изручен је Међународном трибуналу у Хагу. На суђењу које је почело 12. јануара 2002. самостално се бранио јер није признавао законитост суда. Након почетка суђења, које је преношено преко телевизије, дошло је до раста његове популарности у Србији. Током четворогодишњег напорног суђења, јавили су му се озбиљни здравствени проблеми, с обзиром да је патио од слабости срца, изазване високим крвним притиском и дијабетесом. Суд је крајем фебруара 2006. одбио његов захтев за лечење у Москви, а он је убрзо потом преминуо од последица срчаног удара. Његови посмртни остаци су потом пренети у Београд, након чега су 18. марта пренети у Пожаревац, где су у сахрањени у дворишту његове породичне куће.

## Биографија
Породица Милошевић потиче из Црне Горе, из села Тузи Љеворечке (засеок Увач), у близини Лијеве Ријеке, на путу Колашин–Подгорица. Братство Милошевића, чији је родоначелник четобаша и велики јунак са почетка 18. века Милош Марков, син Марка Батрићева, огранак је племена Васојевићи. Слободанов деда Симеун Милошевић, капетан Црногорске војске, који је погинуо у Балканским ратовима, имао је троје деце — синове Светозара и Димитрија и ћерку Даринку. Најстарији Светозар (1907—1962), Слободанов отац, завршио је Богословију на Цетињу, али није постао свештеник, већ је предавао веронауку у основној школу у Никшићу. Мајка Станислава (1912–1974) потицала је из породице Кољеншић, из села Сретња, код Даниловграда. Њени рођаци били су партизански првоборци, а после рата генерал-мајори Југословенске народне армије (ЈНА) — Владо и Милисав Кољеншић.
Светозар и Станислава венчали су се 1935. у Никшићу, где им се јула 1936. родио старији син Борислав Бора. Године 1938. Светозар је добио премештај у Пожаревац, где се преселила цела породица. Овде их је затекао почетак Другог светског рата у Југославији и ту име се 20. августа 1941. родио млађи син Слободан. Током окупације, Светозар је радио у школи, а Станислава је била домаћица. Након завршетка рата, дошло је до развода Слободанових родитеља. Светозар се вратио у Црну Гору, а како се веронаука више није предавала, радио је у школама у Бијелом Пољу и Титограду као наставник руског језика, који је научио у боголовији. После очевог одласка, Борислав и Слободан остали су да живе са мајком. Станислава чији се дотадашњи живот, као и већине тадашњих жена, углавном одвијао у кући, морала је да почне да ради. Запослила се као васпитачица у интернату за ученике средњих школа у Пожаревцу. Упоредо је похађала потребни курс, којих је у то време било много како би се оспособили кадрови за разне области и почела да ради као учитељица. По политичком уверењу била је комуниста и активни члан Комунистике партије. Настојала је да то уверење пренесе, како на своје синове, тако и на своје ученике, желећи да учествује у изградњи „новог социјалистичког човека“.
Основну школу и гиманзију „Јован Шербановић” браћа Милошевић завршила су у Пожаревцу, након чега је старији Бора отишао на студије економије у Београд. Као ученик трећег разреда Пожаревачке гимназије Слободан је јануара 1959. примљен у чланство Савеза комуниста Југославије (СКЈ). Током гимназијских дана активно је радио у омладинској организацији, учествовао на локалним омладинским радним акцијама, а након пријема у Савез комуниста био је председник омладинске организације ученика трећих, а потом четвртих разреда гиманзије. Као средњошколац учествовао је на две савезне омладинске радне акције на изградњи ауто-пута „Братство и јединство“ – први пут на траси код Шкофје Локе, у Словенији, а други пут на југу Србије. Са обе радне акције вратио се са ударничком значком. Након завршене матуре, октобра 1960. кренуо је на студије на Правном факултету Универзитета у Београду. Током студија био је политички активан. Крајем другог семестра изабран је за потпредседника Факултетског комитета организације Савеза комуниста на Правном факултету, а на почетку друге године студија октобра 1961. за председника ове организације. Тиме је почела његова професионална студентска политичка каријера. У Факултетском комитету упознао се и блиско сарађивао са — Иваном Стамболићем, Небојшом Поповом, Костом Чавошким, Јагошем Ђуретићем и Душаном Митевићем, који је тада био председник Савеза студената Београда. На трећој години студија 1962. почео је да ради у Универзитетском комитету Савеза комуниста као секретар за идеологију. Тада је почео да прима плату, чиме се знатно поправио његов материјални статус, с обзиром да га је до тада финансијски помагала мајка. Након завршене треће године, током лета 1963. учествовао је на омладинској радној акцији на изградњи ауто-пута, као командант омладинског насеља код Белог Потока. Дипломирао је октобра 1964. са просечном оценом 8,9. Са радом у Универзитетском комитету, где је од 1963. био председник Идеолошке комисије наставио је да ради и након дипломирања.
Отац му је 1962. извршио самоубиство. Његова мајка је остатак живота живела сама, да би и она 1974. извршила самоубиство.

### Професионална каријера
Године 1966. прешао је у Скупштину града Београда, где је у кабинету тадашњег председника Бранка Пешића, радио на пословима везаним за економске односе, а пре свега за привреду. Тада је напустио политичку каријеру и посветио се у то време динамичном развоју београдске привреде, с обзиром да је Београд као главни град Југославије био центар њеног привредног и индустријског развоја. У међувремену, 14. марта 1964. венчао се са својом другарицом из гимназије и дугогодишњом девојком Миром Марковић, студенкињом социологије, коју је упознао децембра 1958. приликом организације дочека нове 1959. године. Мира је била ванбрачна ћерка Моме Марковића предратног револуционара и тада истакнутог партијског радника, члана Централног комитета СКЈ и главног уредника листа Борба. Марковићева је била његова највећа подршка, због чега је имала велики утицај на његове одлуке, како у приватном, тако и у јавном и политичком животу. Снажно је утицала на њега да постане политички лидер, попут тадашњег председника Јосипа Броза Тита. Становали су у насељу Карабурма, на тадашњој периферији града, где им се 22. септембра 1965. родила ћерка Марија. Октобра 1967. преселили су се у Нови Београд, а септембра 1968. Милошевић је отишао на одслужење војног рока у Југословенској народној армији (ЈНА). Као дипломирани правник послат је у школу резервних официра при Школи противавионске артиљерије у Задру, где је провео шест месеци. Други део војног рока, од марта 1969. служио је у Београду, у касарни „Четврти јули” на Вождовцу.
После одслужења војног рока, септембра 1969. вратио се у Скупштину града, где је постављен за руководиоца Службе за организацију информационог система, која се бавила компијутерском обрадом важних података. Скупштина Београда придавала је велики значај овој служби и набавила је тада модерну електронску опрему, а овај информациони систем био је велика новина у Југославији. Тадашњи градоначленик Бранко Пешић настојао је да Београд у свему буде први и авангардан, очекивајући да ће својим примером подстаћи и друге велике градове на сличан подухват. Сви запослени у новој служби, укључујући и Милошевића, похађали су компијутерски курс. Године 1970. Иван Стамболић, Милошевићев колега са факултета, који је од 1965. био директор предузећа „Техногас” у Раковици, у жељи да унапреди и развије предузеће, почео је да окупља млађе кадрове, углавном своје раније познанике са факултета и омладинског руководства. Међу њима, позвао је и Милошевића, који је прихватио понуђену понуду и постао заменик генералног директора. Предузеће које је брзо напредовало, вршило је интеграцију са сличним предузећима из других југословенских република, након чега је постало озбиљна и респектабилна компанија. Када је 1973. Стамболић изабран за председника Привредне коморе Београда, Милошевић је постао генерални директор „Техногаса”. Октобра 1972. породица Милошевић се из центра Новог Београда преселила у тек изграђено „Насеље сунца” у новобеоградском блоку 45. Њихова ћерка је овде пошла у основну школу „Бранко Радичевић”, а ту се 3. јула 1974. родио њихов млађи син Марко.
Радоје Стефановић, Милошевићев бивши колега из „Техногаса”, био је од 1976. до 1978. в.д. председник Београдске банке, али како га ова функција није превише занимала, пошто је упоредо био директор предузећа „Минел”, препоручио је Слободана за ову функцију. Иван Стамболић, који је у то време био секретар Извршног комитета ЦК СК Србије подржао је његов избор у банци и позвао га да се укључи у политички живот. Милошевић је одбијао да уђе у политику, али је нешто касније, новембра 1980, прихватио готово симболичну функцију председника Општинске конферецније Савеза комуниста Старог града. Удружена београдска банка, формирана је марта 1978. и била је наследник система Београдске банке и водећа привредна банка у СР Србији, чији је задатак био да обезбеди кредите за највеће привредне пројекте. За председника Пословног одбора банке, чије се седиште налазило у Палати Албанија, на Теразијама, постављен је Слободан Милошевић. Готово истовремено, Стамболић је маја 1978. изабран за председника Извршног већа Скупштине СР Србије (председник Владе Србије). Добро упознат са дешавањима у привреди, Милошевић је био веома задовољан преласком у банку, која се бавила финансирањем привреде. Како је Београдска банка имала сарадњу са свим великим банкама у свету, одмах је почео да путује широм света, најчешће у Сједињене Америчке Државе — Њујорк, Сан Франциско, Бостон, Сијетл, Далас, али и друге дестинације у земљама западне Европе — Лондон, Париз, Милано, Цирих и веома често у Кувајт. У Удруженој банци упознао је многе своје будуће сараднике, са којима је временом постао и близак пријатељ, а пре свега са Миодрагом Зечевићем и Борком Вучић, која му је била најближи сарадник и потпредседник Извршног одбора. Између осталог банка је обезбеђивала кредите за набавку опреме за железару у Смедереву и Петрохемију у Панчеву, као и за крупне инвестиције у инфраструктури, модернизацију железничке мреже у Србији и изградњу ауто-пута. Избор предузећа који су добијали кредите вршен је уз консултацију Стамболића, као председника Извршног већа. Како би успели да под повољним условима обезбеде кредит вредан 700 милона долара Стамболић и Милошевић су у пролеће 1979. отишли у Њујорк, где су водили успешне преговоре са Дејвидом Рокфелером. У јесен исте године Милошевић се у Београду поново сусрео са Рокфелером, који је присуствовао годишњој скупштини Међународног монетарног фонда (ММФ) и Светске банке, одржаној у Сава центру. Такође, Милошевић је у овом периоду имао добре односе са Лоренсом Иглбергером, тадашњим амбасадором САД у СФРЈ. Маја 1980. породица Милошевић се из стана у блоку 45 преселила у Улицу 14. децембра на Врачару.

### Улазак у високу политику
Своју студентску политичку каријеру, Милошевић је окончао након што се запослио. На инсистирање Ивана Стамболића, новембра 1980. прихватио је функцију председника Општинске конференције Савеза комуниста Старог града, али како она није била професионала и како је био заузет пословима у банци, није јој се превише посвећивао. На поновно инсистирање Стамболића, 1982. се након 16 година вратио у политичке воде. За разлику од студентских дана, када је политички деловао на Универзитету, сада се нашао у политичком врху Београда и Србије. На изборној конферецнији Савеза комуниста Београда 14. априла 1982. Стамболић је изабран за председника Градског комитета, а Милошевић за једног од чланова Председништва Градског комитета. На Деветом конгресу СК Србије, 29. маја 1982. изабран је за члана Централног комитета Савеза комуниста Србије и члана његовог Председништва. На овом Конгресу за председника Председништва ЦК СКС изабран је Душан Чкребић, а за секретара Председништва Радиша Гачић. Иако је био члан највиших партијских форума, наставио је са послом у банци, све до краја 1983. када је избором за руководиоца сектора за економске односе Председништва ЦК СКС отпочео професионалну политичку каријеру. Убрзо је постао чест дискутант на седницама Централног комитета и његовог Председништва. Након истекао двогодишњег мандата, Стамболић је са места председника Градског комитета СК Београда, прешао на функцију председника Председништва ЦК СКС, а на његово место је 16. априла 1984. изабран Милошевић.
Слободан Милошевић је припадао новој генерацији комунистиких политичара, тзв „техно-менаџера”, који су били прва генерација која је одрасла и школовала се у социјалистичком друштву. Иако није био класичан политички апаратчик, својим говором, понашањем и облачењем, управо се тако понашао. Тврдим говором и оштрим ставом, био је оличење комунистичког идеала. У време када се интензивирао у политичком животу Србије, Социјалистичка Федеративна Република Југославија налазила се у почетним годинама кризе. Економско-привредна криза, узрокована великим спољним дугом, изазвала је пад животног стандарда и довела до инфлације и разних несташица, углавном робе широке потрошње из увоза (кафа, бензин, детерџент), као и низа непопуларних мера — рестрикције електричне енергије, смањивања плата, увођења бонова и др. Економска нестабилност знатно је утицала на погоршање друштвено-политичких прилика и односа међу руководствима југословенских република, посебно након смрти Јосипа Броза Тита (1980) и немира на Косову (1981). Као секретар Градског комитета СК Београда Милошевић се у знатној мери и даље бавио економским питањима, пратећи спровођење мера економске стабилизације, које је донело Савезно извршно веће (СИВ), а у циљу ублажавања економске кризе.  Био је свестан економске ситуације и истицао да је она највећи непријатељ, а томе је говорио и на седницама Централног комитета СК Србије. Као партијски бирократа одлучно је иступао против национализма, а фебруара 1985. покренуо је капању за забрану штампања сабраних дела Слободана Јовановића, које су припремали Просвета и Књижевне новине, Јула исте године оштро се супротставио најављеној реформи образовања, којом је предвиђано избацивање марскизма из школског програма. Овим акцијама скренуо је пажњу на себе и стекао симпатије старијих партијских кадрова, међу којима Николе Љубичића и Петра Стамболића. У сусрет Десетом конгресу СКС, фебруара 1986. почело је предлагање кандидата за највише функције у Савезу комуниста Србије. Дотадашњи председник Председништва ЦК СКС Иван Стамболић, који је одлазио на дужност председника Председништва СР Србије, за новог преседника је предложио Милошевића. Овом предлогу оштро се супротсатвио Дража Марковић, један од водећих српских комуниста старије генерације и стриц Мире Марковић, који га је оценио као нетолерантну и догматичну личност, неподобну да буде на челу ЦК СКС. Предлагао је да се уместо једног бирају два кандидата, а као противкандидата предлагао је Шпиру Галовића. Упркос Марковићевом противљењу, Председништво ЦК СКС је подржало кандидатуру Милошевића, а то је потом потврдила и Републичка конференција Социјалистичког савеза Србије.

### Успон на власт
На Десетом конгресу Савеза комуниста Србије, одржаном од 26. до 28. маја 1986. Слободан Милошевић је изабран за председника Председништва Централног комитета СКС. За секретара Председништва изабран је Зоран Соколовић, а за чланове Председништва, између осталог, неки од касније блиских Милошевићевих сарадника — Зоран Анђелковић, Радмила Анђелковић, Петар Грачанин и Борисав Јовић. Избором на функцију председника Председништва ЦК СКС Милошевић је по функцији постао члан Председништва Централног комитета СК Југославије. На место председника Градског комитета СК Београда, на Стамболићев предлог, изабран је Драгиша Павловић, али је у Председништво Градског комитета ушао и део Милошевићу блиских људи — Радош Смиљковић, Зоран Тодоровић, Слободан Јовановић, Слободанка Груден, Душан Митевић и др. Подршку им је пружала и група професора из Универзитетског комитета окупљена око његове супруге Мире Марковић. Свега пар месеци након Конгреса, политичка сцена у Србији уздрмана је појавом Меморнадума САНУ, односно његовог преднацрта, који је без знања Српске академија наука и уметности, 24. септембра 1986. објављен у листу Вечерње новости. Овај недовршени документ, који је саставило 16 академика, садржао је њихово виђење узрока кризе — економска и политичка фрагментација Југославије и инфериорни статус СР Србије у оквиру СФРЈ, што је узроковао Устав СФРЈ из 1974, као и положај Срба у СР Хрватској и на САП Косову. Појава Меморандума, који је одмах осуђен као националистички, изазвала је бурне реакције у читавој Југославији, а посебно у Србији. Иако је руководство Савеза комуниста Србије осудило овај документ, та осуда није била монолитна и енергична и представљала је прву јавности невидљиву тачку раздора у руководству. Део руководства, предвођен Стамболићем, сматрао је да Меморандум штети односу Србије са другим републикама, као и њеном положају у федерацији, док је део око Милошевића, прећутно подржао ставове Меморнадума. Режимска кампања против Меморандума и саме САНУ вођена је месецима, а 18. јануара 1987. у листу Политика је објављена хумореска „Војко и Савле”, у којој су на погрдан начин приказани председник САНУ Павле Савић и академик Гојко Николиш. Хумореска, праћена карикатуром, била је још један потрес на политичкој сцени Србије, који се одвијао наредних месеци. Аутор хумореске и налагодавац њеног објављивана, нису откривени, а касније завађене политичке стране — Стамболићева и Милошевића међусобно су се оптуживале око овог случаја.
Криза у САП Косову, најнеразвијенијем делу СФРЈ, кулминирала је марта 1981. албанским демонстрацијама, након чега је дошло до интерцвенције јединица милиције и ЈНА. Потом су уследиле одређене политичке смене у руководству покрајине, али се ситуација није поправљала. Покрајинско руководство било је благо према албанском иридентистичком покрету, који је захтевао да Косово добије статус седме југословенске републике. Како су Албанци представљали већину, а Срби и Црногорици мањину, били су мање заступљени у покрајинским органима — милицији, судству, школству, здравству, као и у самим партијским и покрајинским органима. Разни притисци, који су вршени на Србе и Црногорце, да се исељавају са протора Косова и Метохије, били су праћени насиљем великоалбанских националиста, које је најчешће пролазило без казне. Након избора за председника Председништва ЦК СКС, Милошевић се заинтересовао за кризу на Косову и она је била једна од скоро сталних тема на седницама Централног комитета и његовог Председништва. У току припрема за извештај о једногодишњој активности на стабилизовању политичко-безбедоносне ситуације у САП Косову, у пратњи покрајинских функционера Азема Власија и Кољ Широке, 20. априла 1987. посетио је Косово Поље, код Приштине. Приликом посете, разговарао је са окупљеним грађанима српске националности, који су желели да му изнесу своје проблеме и у договору са њима заказао наредни састанак за три дана. Када је 24. априла поново дошао у Косово Поље, испред зграде Дома културе, у којој је требао да се одржи заказани састанак, окупило се око 15.000 Срба и Црногораца. Пошто је захтев да се састанак одржи напољу одбијен, маса је покушала да уђе у Дом културе, након чега је дошло до интервенције припадника милиције, коју су чинили углавном Албанци. Грађани су на ово узвратили каменицама, након чега је Милошевић, како би спречио даљи сукоб, изашао пред окупљену масу давајући јој пуну подршку и најављујући државне мере које ће их заштити од великоалбанског терора. Том приликом изговорио је чувену реченицу — „Нико не сме да вас бије!“ После смиривања тензија, у Дому културе је до јутарњих часова слушао излагања представника окупљених Срба. Митинг у Косову Пољу добио је велики публицитет у српској и југословенској штампи, а популарност Слободана Милошевића нагло је порасла.
Отворени раздор у руководству Градског комитета СК Београда, почео је маја 1986, а повод је био лист Студент, на чијој се насловној страни нашао нагрижен глогов лист и наслов „Ноћ Вампира”. Како је редкација листа била блиска Буци Павловићу и Ивану Стамболићу, Душан Митевић је на седници Председништва Градског комитета изнео оштре критике на њен рад сматрајући да насловна страна има „алузије на плакат поводом Дана Младости” и представља „увреду друга Тита”. Ове оптужбе биле су праћене сличним текстовима у листу Политика, а недуго потом, у листу НИН се огласио Бранислав Милошевић, републички секретар за културу и отворено напао Митевића, бранећи редакцију листа, чиме је почело одмеравање снага Милошевићеве и Стамболићеве фракције. Крајем маја, Милошевић је заказао затворену седницу Председништва ЦК СКС на којој се расправљало о листу Студент и на којој су осуђени учестали напади на Јосипа Броза Тита и основне друштвене вредности, након чега је дошло до смене редакције листа. Током овог сукоба, Милошевићева струја је успела да своје противнике оптужи за вођење „антититовске линије” и на тај начин их значајно дискредитује у делу јавности, а посебно партијског чланства. Истовремено, Милошевић је користећи популарност стечену након догађаја у Косову Пољу, отпочео са политичком камапањом за отварање питања заштите Срба и Црногораца на Косову. О стању у покрајини говорио је на тематским седницама Централног комитета СК Југославије (26. јун) и Централног комитета СК Србије (9. јул) о стању на Косову, а ЦК СКС је потом формирао Радну групу за спровођење закључака донетих на овим седницама, на чијем је челу био Зоран Сколовић. На овим седницама није оклевао да за стање у покрајини тражи одговорност покрајинског руководства, као и Фадиља Хоџе, чиме је додатно стекао симаптије код Срба и Црногораца на Косову.
Напета атмосфера око стања на Косову доживела је свој врхунац након убиства у касарни ЈНА у Параћину, 3. септембра 1987. када је војник Азиз Кељменди убио четворицу и ранио шесторицу војника. Иако трагедија није имала политичку позадину, а међу рањенима и убијенима су се налазили припадници свих југословенских народа, медији су је искористили за распиривање антиалбанског расположења. Сахрана једног од војника у Београду, којој је присуствовалоко око десет хиљада људи, претворена је у својеврсне демонстрације, а по разним местима у Србији су разбијани излози радњи чији су власници били Албанци. Покушавајући да смири ситуацију, Драгиша Павловић је 11. септембра сазвао конференцију за штампу на којој је критиковао медије због појаве национализма, а опаском о „олако обећаној брзини” изнео је алузију на Слободана Милошевића и његову кампању за сређивање стања на Косову. На ову изјаву, одговорено је коментаром у Политици експрес, након чега је 17. септембра одржана седница Председништва Градског комитета на којој је упркос противљењу људи блиских Милошевићу, дата подшка Павловићу. Незадовољан исходом, Милошевић је 20. септембра одржао седницу Председништва ЦК СКС на којој је затражена оставка Павловића и предложено Централном комитету СКС да га због „пружања отпора спровођењу политике Савеза комуниста” искуљчи из Председништва ЦК.
Осма седница ЦК СК Србије одржана је 23. и 24. септембра 1987. у два дела — први свечани део био је посећен јубилеју 50 година од доласка Јосипа Броза Тита на чело КПЈ, а на другом радном делу расправљало се о смени Драгише Павловића. Током два дана заседања, које се завршило иза поноћи 25. септембра, вођена је расправа у којој је учествовало 90 чланова Централног комитета. Уводно излагање имали су Зоран Соколовић, секретар Председништва ЦК СКС и генерал Никола Љубичић, који су оштро напали Павловића и осудили га због „супротсављања политици Савеза комуниста”. Од оптужби га је бранила малобројна група чланова, окупљена око Ивана Стамболића, који је на претходној седници Председништва ЦК СКС компромитован објављивањем писма које је упутио члановима Председништва Градског комитета СК Београда и оптужен да се као председник Председништва СР Србије меша у унутарпартијске ствари. Посебно активни у нападу на Павловића били су — Душан Чкребић, Радмила Анђелковић, Ратомир Вицо, Петар Грачанин и Богдан Трифуновић, касније најближи Милошевићеви сарадници. Како би се истакла демократичност нове политике, Милошевић је донео одлуку да се седница преноси на телевизији, што је овом догађају дало велики публицитет и изазвало огромно интересовање јавности, која је први пут јавно на телевизији гледала сукоб две партијске групе. На гласању, одржаном након дуге расправе, подршку разрешењу Павловића пружила је већина чланова Централног комитета, против је било само њих осам, док су чланови из покрајина, њих 18, били уздржани.
Искључење Драгише Павловића из Председништва ЦК СКС била је само формалност, а суштина Осме седнице ЦК СКС била је победа Милошевићеве групе над Стамболићевом и њено потпуно потискивање у политичком животу, као и самог Ивана Стамболића, на кога више нико није рачунао. Тријумф на седници био је до тада највећи политички успех Слободана Милошевића, који је постао неприкосновени вођа Србије, а велики допринос његовом успону дали су медији, пре свега листови Политика и Политика експрес и Телевизија Београд, који су били активни још од његове посете Косову Пољу. Након Осме седнице дошло је до постепеног уклањања, оставкама и смењивањима, људи који су подржали Павловића или су се супротистављали Милошевићу. На Стамболића, који се налазио на функцији председника Председништва СР Србије, вршен је притисак да поднесе оставку, што је и учинио 14. децембра 1987, након чега је на његово место изабран генерал Петар Грачанин. Одласком Стамболића, Милошевић је у потпуности заокружио власт у Србији и почео да самостално влада, пошто су политичари старије генерације — Никола Љубичић, Добривоје Видић и Душан Чкребић остали без икаквог утицаја.
Упркос великом политичком успеху на Осмој седници, породица Милошевић није имала пуно времена за славље, јер је у јесен и зиму 1987. задесило неколико немилих догађаја. Најпре је у новембру изненада умрла Бранка Милетић, Мирина тетка, која им је била велика породична подршка, а потом је Мира поломила ногу, након чега је месец дана провела у болници на рехабилитацији. Нову 1988. дочекали су у ловишту Ворово, код Ердевика, а у повратку у Београд 3. јануара 1988. доживели су саобраћајну незгоду у близини Шимановаца. Аутомобилу у коме су се налазили Слободан, Мира, Марко и возач пукле су обе задње гуме, након чега је слетео са ауто-пута и преврнуо се. Милошевић је прошао са лакшом повредом ноге, док је његова супруга поново сломила ногу. Иако они као породица овом догађају нису придавали велики значај, део јавности је након сазнања за саобраћајну незгоду сматрао да је она покушај атентата на Милошевића, што је додатно утицало на раст његове популарности.

### Антибирократска револуција
Социјалистичка Република Србија, која је у свом саставу имала две аутономне покрајине — Војводину и Косово, након доношења Устава СФРЈ и Устава СР Србије из 1974, нашла се у тешкој ситуацији јер су њене покрајине имале велика овлашћења, скоро иста, као и друге југословенске републике, а биле су и једнако заступљене у федералним органима. Како су покрајине имале своје засебне правне системе и комплетну организацију власти — законодавну, извршну и судску, то је директну власт републичких органа СР Србије свело само на територију уже Србије. Против оваквог положаја Србије, још 1977. побунило се, али без успеха, руководство СР Србије предвођено Дражом Марковићем и објавило Плаву књигу. Друга републичка руководства разумела су неприродни положај Србије, али су се противила новим уставним променама, због страха од могуће рецентрализације федерације. Након немира у САП Косову, 1981. дошао је до изражаја неприродни уставни положај СР Србије, па је Марковић успео да поврати републичку ингеренцију над покрајинском Службом државне безбедности, чиме је значајно ојачао републичке ингеренције у покрајинама и припремио терен за даљу централизацију. Косовска криза, која је заједно са инфлацијом и економском кризом, током 1980-их нарушавала стабилност југословенске федерације, отворила је простор за политичко деловање у циљу решавања статуса СР Србије. Посебно активан на остваривању овог циља био је Иван Стамболић, који је током 1984—1987. Председништву ЦК СКЈ наметнуо ову тему. Упркос разним отпорима, успео је да под републичку власт врати стратешки важне привредне субјекте попут железнице, поште и електропривреде, а пре његове формалне смене од руководстава других република добио је сагласност за промену Устава Србије, уз услов да се са предложеним изменама сложе руководства аутономних покрајина. Скупштина СФРЈ је 11. фебруара 1987. прихватила иницијативу СР Србије да се приступи промени Устава СФРЈ у делу који се односи на уставни положај Србије, а неколико месеци касније Председништво СР Србије је 28. јула 1987. усвојило предлог о промени Устава СР Србије.
Након дефакто преузимања власти у Србији, Милошевић је 20. маја 1988. поново изабран за председника Председништва ЦК СК Србије. Његова тадашња политика дефинисала се у три кључне тачке — друштвена трансформација социјалистичког друштва на принципима новог економског, социјалног и културног обрасца; измена политичког и административног статуса СР Србије унутар СФР Југославије и решавање демографске и историјске драме на Косову. Иако се због унутрашњих сукоба у СК Србије, чинило да је ново руководство СР Србије одустало од измене Устава, рад на томе је настављен јуна 1988, а Скупштина СР Србије је 25. јула 1988. усвојила Нацрт амандмана на Устав СР Србије, који је потом требао да буде усвојен у скупштинама аутономних покрајина. Од почетка борбе за уставне промене, сва руководства Србије током 1980-их долазила су у сукоб са руководствима аутономних покрајина. Посебно је био оштар сукоб са руководством САП Војводине, с обзиром да се директан сукоб са руководством САП Косова, избегавао због могућих међунационалних проблема. Користећи се незадовољством народа због ситуације на Косову, Милошевић је одлучио да митинзима Срба и Црногораца са Косова и Метохије изврши притисак на војвођанско руководство. Први митинг одржан је  9. јула 1988. у Новом Саду, а након њега су у наредна четири месеца у више места Војводине, уже Србије и Црне Горе одржавани митинизи на којима се изражавала солидарност са народом на Косову, као и незадовољство због односа војвођанског и косовског руководства према најављеним уставним променама. На ширење незадовољства грађана значајно су утицали социјално-економски проблеми, изазвани растућом инфлацијом. Медији који су били под контролом Милошевићевих сарадника, а пре свега Телевизија Београд, давали су медијску и логистичку подршку протестима, који су називани „догађање народа”, што је значајно утицало на раст његове популарности.
Кулминација протеста догодила се почетком октобра 1988. године. Најпре је у Београду 4. октобра испред зграде Скупштине СФРЈ одржан протест око 5.000 незадовољних радника из Раковице, на коме је тражено да их прими Милошевић, који им се потом обратио. На крају говора изговорио је чувену реченицу — „А сада свако на свој задатак“. Након низа протеста по Војводини, скуп одржан 2. октобра у Бачкој Паланци изазвао је прекретницу. Пошто је војвођанско руководство покушало да испита партијску одговорност вођа протеста Радована Панкова и Михаља Кертеса, каснијих Милошевићевих блиских сарадника, револтирани радници из Бачке Паланке кренули су 5. октобра у Нови Сад, где су им се придружили радници неколико новосадских предузећа. Незадовољним радницима, у протесту испред зграде Извршног већа Војводине убрзо су се прикључили грађани. Масовним демонстрацијама, током којих је зграда Извршног већа засута јогуртом, због чега су ове демонстрације касније назване „јогурт револуција”, извршен је притисак на покрајинско руководство. Док је део руководства био против оставки и захтевао од врха СФРЈ интервенцију јединица ЈНА, предсеник ПК СК Војводине Милован Шогоров понудио је оставку и затражио помоћ од Милошевића. Сутрадан 6. октобра у Нови Сад су стигле организоване колоне из свих делова Војводине, па је број демонстраната нарастао на око 100.000 људи. У „помоћ” војвођанском руководству Милошевић је послао Зорана Соколовића, секретара Председништва ЦК СКС, који је истог дана присуствовао ванредној седници Покрајинског комитета на којој су чланови Председништва ПК СКВ поднели оставке.
Дана 19. новембра 1988. на митингу на Ушћу, исказао је приврженост Косову и Метохији, Југославији и, у мањој мери, комунизму. Према извештају ТВ Београд било је око милион људи, а по осталим медијима неколико стотина хиљада. Са падом Берлинског зида 1989. године, широм света је дошло до разноврсних промена, а Југославија није била изузетак. Милошевић се у 1988. и 1989. години концентрисао на косовски проблем. У антибирократској револуцији уклоњена је изабрана власт САП Војводине (5. октобра 1988), СР Црне Горе (10. јануара, 1989), и на крају Косова и Метохије у фебруару и марту 1989. године. Као одговор на подршку коју је албански сепаратизам добио на скупу у Цанкарјевом дому, у Београду су започеле демонстрације, пропраћене масовним протестима и у другим градовима Србије. Демонстранти су захтевали да се ухапси Азем Власи. Дана 28. марта 1989. усвојени су амандмани на Устав СР Србије из 1974, како би се смањио степен аутономије САП Војводине и САП Косова.

### Председник Србије 1989—1990.
У мају 1989, Милошевић је изабран за председника Председништва Социјалистичке Републике Србије.
У разговорима Борисава Јовића са Милошевићем и Кадијевићем дискутовано је о томе како извршити реформу Југославије, а да се очувају интереси српског народа. Тада су били опседнути схватањем да српски народ има више интереса и потребе за Југославијом од неких других југословенских народа, зато што Срби живе у скоро свим деловима Југославије и што су сматрали да би у случају распада Југославије велики део Срба морао остати ван граница СР Србије, сем ако се силом не би изборио за другачије решење. Бојали су се геноцида над Србима у случају да постану националне мањине, нарочито у СР Хрватској. Српско питање није било лако решити. Постојао је објективни ризик од грађанског рата за поновну поделу Југославије.
Дана 28. јуна 1989. године, на Видовдан, Милошевић се обратио присутнима на Косову Пољу, за 600. годишњицу Косовске битке. Његов говор на Газиместану неки аналитичари карактеришу као званични почетак српске националистичке кампање СКС, која је један од елемената југословенске кризе пар година после тога. На митингу је Милошевић дефинитивно устоличен као српски вођа у очима својих противника и целог света. Позиву на свечаност се одазвао готово сав дипломатски кор, осим амбасадора САД Ворена Зимермана.
На Газиместану је био комплетан тадашњи политички врх земље: Слободан Милошевић, Борисав Јовић, Јанез Дрновшек, Милан Панчевски, Анте Марковић, Иво Латин, Обрад Пиљак, Бранко Костић, Јанез Становник, Вељко Кадијевић. Одсутан је био др Стипе Шувар, члан Председништва СФРЈ из Хрватске.
Милошевић је поручио у овом говору на Газиместану, да су се тек сада, после пуних шест стотина година, српском народу отвориле очи и да су тек сада, под овим руководством, исправљене неправде које су у прошлости нанесене српском народу. Ово је био први од акцената говора који су поздрављени дугим аплаузом присутних. Милошевић је у овом говору нагласио да Срби никада нису освајали и да нити експлоатисали друге.
Шест векова касније, данас, опет смо у биткама. Оне нису оружане, мада и такве још нису искључене. Наша главна битка данас односи се на остварење економског, политичког, културног и уопште друштвеног просперитета. За брже и успешније приближавање цивилизацији у којој ће живети људи у XXI веку. За ту нам је битку поготово потребно јунаштво.
Иако су новине забележиле да је прослави на Газиместану, поред неколико стотина исељеника са свих континената, присуствовало око 50 дипломатских представника, прећутале су да су амбасадори западних земаља одбили да присуствују; многи су прославу видели као манифестацију прегрејаног српског национализма. Због недоласка најжешће је кажњен амерички амбасадор Ворен Зимерман: Милошевић је девет месеци одбијао да га прими у званичну аудијенцију.
Бирократије унутар осталих република су се понеле предвидљиво. Искористивши Милошевићеве акције као коначни доказ да опстанак заједничке државе није могућ отворено су кренуле у заговарање сецесије. Руководство СР Србије је чинило се држала најјаче карте у својим рукама. СР Србија је била највећа република и преузела је контролу над армијом. Бирократија у СР Србији је имала јако добре везе са многим империјалистичким силама које су иницијално биле скептичне према растурању заједничке државе и на сав глас хвалиле Милошевића због тржишних реформи које је спроводио. 
Уз то Београд је рачунао на српско становништво у другим републикама које би природно било против отцепљења. Бирократија у СР Србији је тако била у позицији да заговара опстанак заједничке државе у којој би имала доминантну позицију. Слабије бирократије у мањим републикама нису имале избора него да потраже заштитнике у другим империјалистичким силама и крену одлучно ка независним државама у којима би биле слободне да се на миру излегу у локалне буржоазије ослобођене од јаке конкуренције.
Тако да, док је ојачавао позицију СР Србије унутар федерације, Милошевић је симултано могао себи приуштити позивање на очување уједињене Југославије, презентујући себе српској радничкој класи као јединог чувара „социјалистичких вредности“ насупрот сецесионистичких вођа у другим републикама и отворено националне и демократске опозиције унутар Србије. Од стране просечног српског радника, Милошевић је био у том тренутку доживљаван као умерена струја која је покушавала да на неки начин сачува Титову Југославију и основна достигнућа планске економије.
За разлику од бивших комуниста у другим републикама који су засновали нове отворено десничарске партије, Милошевић је Савез комуниста Србије трансформисао у партију Социјалистичка партија Србије и презентовао је као настављача Титове партије у новом руху. Са друге стране, Милошевић се представљао радикалнијем, прокапиталистичком слоју, као одлучан реформиста. Масе у осталим републикама, иако попут њене браће у Србији наклоњене Титовој заоставштини, почеле су да повезују комунизам и Југославију са Великом Србијом.  Свеопшту конфузију унутар саме Србије потпомогла је и грађанска опозиција која је упорно Милошевића до последњих дана етикетирала као „комуњару“.
Јануара 1990. године на 14. конгресу Савеза комуниста Југославије, делегација Србије, коју је предводио Слободан Милошевић, тражила је да се укине Устав из 1974. године, који је давао подједнаку власт свим републикама. Милошевић је захтевао да се уведе систем „један човек, један глас“, што би опуномоћило Србе, који су били већинска популација у Југославији. Због овог предлога, делегације СР Словеније и СР Хрватске (које су предводили Милан Кучан, односно Ивица Рачан) напустиле су конгрес. Након тога, Милошевић је схватио да се у СР Словенији и на САП Косову и Метохији мора појачавати војно присуство. Прибојавао се да ће сепаратисти добити полет услед отворене словеначке подршке на XIV конгресу Савеза комуниста. Кључни задаци армије су били да се не дозволи распад земље, нити ичије насилно или противуставно отцепљење и братоубилачки рат.
У јулу 1990. године, Савез комуниста Србије се трансформисао у Социјалистичку партију Србије, која је наследила имовину Савеза комуниста Србије и Социјалистичког савеза радног народа Србије. У последњем тренутку, Милошевић се одлучио за социјалистичку, а не социјалдемократску оријентацију. У септембру исте године је донет нови устав Србије, по којем је председник имао више власти него пре. Овим уставом драстично је смањена аутономија покрајина у СР Србији у односу на претходни устав из 1974.

### Председник Србије 1991—1997.
У децембру 1990. године на изборима за председника Србије, које је бојкотовала већина косовских Албанаца, а гласало је око 71% уписаних бирача, Милошевић је добио око 63% гласова и изабран је за председника Србије. Истовремено, у децембру 1990. на првим слободним парламентарним изборима Милошевићева Социјалистичка партија Србије (СПС) је добила око 46% гласова, али применом већинског изборног система, у Скупштини Републике Србије СПС је добила 194 посланичка места , или око 77%. После друге победе на изборима за председника Србије у децембру 1992. године, остао је на месту председника Србије до 23. јула 1997. године.
Милошевићев успон се дешавао у време када је у свим републикама бивше Југославије почео да расте национализам. Словенци су изабрали националистичку власт коју је предводио бивши комуниста Милан Кучан, а Хрвати су такође изабрали националистичког вођу Фрању Туђмана, такође бившег комунисту и бирократу. Главни политичари у СР Босни и Херцеговини су такође били оријентисани ка национализму, иако су и они били бивши комунисти и бирократе као у осталим републикама.
Аутор је књиге Године расплета, преведене на неколико страних језика.
У међувремену, током 1990. године, настављао се спор око тога шта урадити у вези са демонстрацијама на Косову за отцепљење САП Косова од СР Србије. СР Хрватска и СР Словенија су одбиле да пошаљу свој контингент у савезну милицију, која је добила налог да иде на Косово. Милошевић је тражио да Јовић разговара са Антом Марковићем да не дозволи такав ток догађаја. Марковић је рекао да он није ни питан да се повећа тај полицијски контингент. Милошевић и Јовић су били изоловани.

#### Распад СФРЈ
Од распада СКЈ, Југославија је имала осмочлано Председништво СФРЈ, као колективног шефа државе, али чланови Председништва СФРЈ тешко су се слагали око важних одлука. Не само да се Председништво СФРЈ није слагала да на Косову интервенише војска, него се ометала и употреба милиције чији је редовни задатак био одржавање реда. Председништво као колективни шеф државе и врховни командант практично више није ни постојало, јер није било у стању да доноси одлуке за које је по Уставу било одговорно — о заштити уставног поретка и одбрани интегритета земље.
Дана 9. марта 1991. године су организоване прве велике демонстрације против Милошевићевог режима, предвођене Српским покретом обнове које су се претвориле у сукоб са полицијом. После краткотрајне кризе и извођења тенкова на улице, али после нагодбе са опозицијом и оставке министра полиције Србије, Милошевић је поново учврстио своју власт.
У време распада Југославије Слободан Милошевић је покушао у марту 1991. да политичким деловањем у Председништво СФРЈ доведе више присталица Југославије и тако спречи њено разбијање. Маја 1991. године, СР Хрватска је организовала референдум за отцепљење од СФРЈ, претходно прогласивши устав којим су избрисали Србе као конститутиван народ у СР Хрватској, што је изазвало страх и револт код Срба у Хрватској, који су чинили 12% становништва у СР Хрватској, али вероватно и код Југословена којих је у Хрватској 1991. било 104.000 лица (око 2%). У том периоду, снажно подржана од Ватикана и Немачке, влада Хрватске створила је паравојне формације у СР Хрватској за које су незаконито набављали оружје (тајно је снимљен министар одбране Хрватске Мартин Шпегељ док говори: "Организоваћемо убијање ... То ће бити грађански рат без милости...” а настала је афера Шпегељ) и кренуло се са преузимањем полицијских станица у местима где си већински живели Срби, што је довело до међунационалних сукоба, али и постављања снага ЈНА као тампон-зоне. Хрватска власт је кренула у рат за отцепљење и за „коначно решавање српског питања у Хрватској“, како је говорио председник Фрањо Туђман. Српски народ у СР Хрватској (580.000) и СР Босни и Херцеговини (1.300.000) хтео је да остане у Југославији. Милошевић је говорио да он не оспорава ни једном народу да се одвоји од Југославије, али онда не сме да се оспорава ни једном народу да остане у својој држави, Југославији.
Срби у СР Хрватској су почели да организују сопствену аутономију — Српску аутономну област Крајину, као одговор на брисање Срба као конститутивног народа из Устава Хрватске, које је извршио Туђманов режим децембра 1990. 31. марта 1991. десио се први оружани сукоб полиције Хрватске против САО Крајине и њене милиције у коме је било погинулих. Сукоби су се повремено понављали и у лето 1991. године прерасли у рат у који се убрзо укључила и ЈНА. За време овог рата, који је трајао до августа 1995. године и завршно са Операцијом Олуја, иако није учествовао у сукобима, Милошевићев режим је активно помагао властима Републике Српске Крајине.
Након проглашења независности Словеније у јуну 1991. долази до краткотрајног рата територијалне одбране Словеније, против ЈНА и СФРЈ, након чега се ЈНА повукла из Словеније.
Септембра 1991. проведен је референдума у  Социјалистичкој Републици Македонији, после кога се она мирним путем отцепила од СФРЈ, а до 27. марта 1992. последње јединице ЈНА напустиле су БЈР Македонију.
Крајем септембра 1991. године Албанци су одржали нелегални референдум на Косову и на основу тог гласања прогласили своје отцепљење од СФРЈ и СР Србије. Након гласања је проглашена независност, али ту независност од држава чланица ОУН признала је само Албанија. Власти у СР Србији прогласиле су гласање илегалним, али нису ометале одржавање референдума.
Године 1992, хрватски и муслимански политички представници у СР БиХ прегласавају Србе, који чине 31% становништва у СР БиХ и проглашавају отцепљење од СФРЈ, негирајући конститутивном српском народу право да бира да ли жели да остане у СФРЈ, што је довело до рата у БиХ. Први злочин који је био увод у грађански рат, десио се у Сарајеву, када су муслимански фанатици убили старог свата на српској свадби. ЈНА се у мају 1992. у потпуности повлачи из БиХ у Србију и Црну Гору, након чега је преименована у Војску Југославије.
У одбрани Југославије, Слободан Милошевић је почетком деведесетих 20. века добијао помоћ из Црне Горе, а 1. марта 1992. СР Црна Гора је организовала референдум за отцепљење од СФРЈ и СР Србије на коме се огромна већина изашлих гласача изјаснила да је против отцепљења. Исход овог референдума довео је до формирања Савезне Републике Југославије (СРЈ).
Након признања независности Хрватске и БиХ од стране међународне заједнице, Савезна скупштина СФРЈ 27. априла 1992. прогласила је Савезну Републику Југославију (СРЈ), у чији су састав ушле Република Србија и Република Црна Гора. Након овога СФРЈ је и формално престала да постоји. Крајем маја 1992. Уједињене нације увеле су санкције СР Југославији због оптужби да она учествује у рату у Босни и Херцеговини.
У децембру 1992. одржани су савезне парламентарне и републички председнички избори. Милошевићу се као противкандидат супротставио Милан Панић, који се са места савезног премијера кандидовао за председника Србије. Милошевић побеђује у првом кругу, а његова партија остварује тесну победу на парламентарним изборима, након које формира мањинску владу.
После економског слома и хиперинфлације, суочен са могућношћу пада владе Николе Шаиновића, кад је престала подршка коју је мањинска влада имала од посланика Српске радикалне странке, Милошевић је расписао изборе „због блокирања механизма одлучивања“. У децембру 1993. одржани су ванредни парламентарни избори у Србији, а Социјалистичка партија Србије добила је релативну већину (123 посланика) и формирала је владу Мирка Марјановића у марту 1994. године захваљујући подршци петорице посланика Нове демократије, које је водио Душан Михајловић.
У новембру 1995. године, Милошевић је учествовао у преговорима у Дејтону (држава Охајо у САД) у име Републике Српске (заједно са Фрањом Туђманом испред босанских Хрвата и Алијом Изетбеговићем испред Републике Босне и Херцеговине) и тамо је потписао Дејтонски споразум 21. новембра 1995. године, којим је завршен рат у Босни и Херцеговини. Након тога, Запад је прогласио Милошевића за једног од „главних фактора мира и стабилности Балкану“. Према сведочењу Небојше Вујовића, тадашњег шефа мисије СРЈ у Вашингтону, Џим Барнли, шеф одсека Државног департмана САД за Југославију, донео је папире којима се предвиђало да Косово добије најширу аутономију, али у саставу СРЈ, како би се у Дејтону решило и још једно важно питање у вези распада СФРЈ. Милошевић је то одрично одбио.
Дана 28. новембра 1995. године, под председништвом Слободана Милошевића, ГО СПС разрешио је функција раније одане саборце Борисава Јовића, потпредседника партије, Михаила Марковића и Милорада Вучелића.

#### Пораз на локалним изборима 1996.
САД и ЕУ су, уводећи санкције, спречили Милошевића да озбиљније помогне и заштити Србе и Југословене западно од Дрине у Хрватској и Босни и Херцеговини пружајући што индиректну (Олуја) што директну (НАТО бомбардовање Републике Српске) подршку ривалима и успоставили серију зависних државица са јасним границама, дошло је време за пословање. Санкције су биле укинуте, а Милошевић нашироко хваљен као "фактор мира и стабилности“ на Балкану.
Новембра 1996. године Милошевићева коалиција (СПС, ЈУЛ и НД), на таласу нове сарадње са међународном заједницом, добија савезне изборе, али губи локалне изборе у вечим градовима Србије. Не мирећи се са поразом, чији је значај углавном симболичан, започиње кампању лажирања изборних резултата и суочава се са масовним и сталним демонстрацијама у Србији.
У децембру исте године Фелипе Гонзалез, на челу међународне комисије која је дошла на позив Савезне владе, оверава победу опозиције на локалним изборима и сугерише признавање изборних резултата. Демонстрантима у Београду Милошевић супротставља митинг својих присталица, који се, упркос појединачним жртвама, завршава без масовног грађанског сукоба (види Демонстрације у Србији 1996—1997).
Дана 4. фебруара 1997. године, Милошевић је признао победу опозиције у неким градовима на локалним изборима, после 11 недеља препирања око резултата.

### Председник Савезне Републике Југославије
По Уставу је имао право на само два мандата као Председник Србије, па је 23. јула 1997. године Милошевић преузео функцију председника СР Југославије од Зорана Лилића.
Децембра 1997. на изборима за председника Републике Србије победио је Милан Милутиновић, кандидат Социјалистичке партије Србије.
Милошевићева Социјалистичка партија Србије осваја највећи број гласова на републичким парламентарним изборима 1997 али не довољно да сама формира владу. Након што су у марту 1998. пропали преговори о формирању владе са Српским покретом обнове, СПС формира владу са Српском радикалном странком. Ова влада је од стране СРС-а и СПС-а тада називана владом народног јединства.
У мају 1998. године председник СРЈ Слободан Милошевић именује Момира Булатовића за савезног премијера, неколико месеци након што је Момир Булатовић поражен од Мила Ђукановића, на председничким изборима у Црној Гори.

#### Сукоб са НАТО
Оружане акције албанских терористичких група и противакције српске полиције и Војске Југославије на АП Косову и Метохији кулминирале су 1998. године (Види: Рат на Косову и Метохији). Међународна заједница (првенствено САД и ЕУ) захтева отпочињање безусловног дијалога уз међународно посредовање, што Милошевић одбија и расписује референдум на којем грађани потврђују ову одлуку. После додатних притисака и преговора са Ричардом Холбруком, Милошевић у октобру 1998. постиже споразум о повлачењу дела војних и полицијских снага са Космета и доласку међународне посматрачке мисије.
Средином марта 1999. године, у Рамбујеу, српска делегација, коју је формално предводио потпредседник владе СРЈ Ратко Марковић, одбија понуђени споразум, који су Албанци прихватили.
Користећи као оправдање српско одбијање овог контроверзног споразума, чији садржај није познат широј јавности, али и такође контроверзни догађај познат као Случај Рачак, НАТО пакт без сагласности Савет безбедности Уједињених нација започиње бомбардовање СР Југославије 24. марта 1999. године.
Дана 27. маја 1999, у јеку агресије НАТО на СРЈ, Луиз Арбур, тужилац Хашког трибунала, саопштава да је Милошевић оптужен за злочине против човечности на Косову и Метохији. Поред Милошевића, оптужени су и други највиши државни званичници: Никола Шаиновић, Милан Милутиновић, Влајко Стојиљковић и Драгољуб Ојданић.
Након подизања оптужнице против Милошевића, за њим је расписана међународна потерница и блокирани му рачуни у иностранству. Због тога Слободан Милошевић више није путовао у иностранство, како би избегао хапшење и изручење Хашком трибуналу.
Почетком јуна 1999, Милошевић се у циљу постизања мировног споразума, у Београду састао са представницима Контакт групе — Мартијем Ахтисаријем (изаслаником ЕУ), Виктором Черномирдином (изаслаником Русије) и Стробом Талботом (изаслаником САД). Након дводневних преговора, Милошевић прихвата план Контакт групе за окончање рата, који је након тога усвојила и Скупштина Србије у којој је већину имала његова СПС.
Дана 10. јуна 1999. године је завршено НАТО бомбардовање СРЈ, након што је прихватио потписивања војно-техничког споразума у Куманову, између Војске Југославије и НАТО пакта и усвајања Резолуције 1244 у Савету безбедности УН, којима је предвиђено повлачење свих оружаних снага Србије и СР Југославије са АП Косова и Метохије и распоређивање међународних снага под контролом Уједињених нација. Међународне снаге су биле састављене углавном од војника из земаља НАТО-а. Слободан Милошевић је „честитао мир“ свом народу, најавио обнову земље и обећао објављивање имена свих погинулих. Милошевић је наредио да се повуку војска и полиција са Косова и Метохије, на 15 км од границе са Косовом.

#### Избори 2000. године
Милошевић потписује 24. јула 2000. године Закон о избору председника СРЈ, а 27.7.2000 расписани су изборе за председника и Скупштину СРЈ. Према закону, на изборима побеђује кандидат који освоји већину гласова бирача који су гласали. Када ниједан кандидат не добије ту већину, у року од две седмице одржавају се поновни избори са само двојицом првопласираних кандидата на листи. Овоме су претходиле промене Устава СРЈ које су почетком јула извршене на иницијативу СПС-а. Тим променама савезног устава је омогућено да се председник бира на директним изборима уместо у скупштини. Уставним променама предвиђено је и да се посланици Већа република у Савезној скупштини бирају на директним изборима, а не као до тада у републичким скупштинама. Ове уставне промене наишле су на жестоко противљење владајућих странака у Црној Гори (ДПС и СДП), које су због овога одлучиле да бојкотују предстојеће савезне изборе.
Иван Стамболић је нестао 25. августа 2000. године у непосредно након што је најавио своје опозиционо политичко деловање, а његов нестанак је, после краћег ишчекивања означен као политички злочин Слободана Милошевића. Тај последњи месец дана до губитка власти на изборима одржаним 24. септембра исте године, Милошевићев режим показивао је човека који је пре тога са главне политичке сцене „нестао“ још 1987. године када се на њега сручила разорна лавина оптужби, интрига и дисквалификација у периоду „антибирократске револуције“ што се у то време разливала по Србији. Милошевићеви пропагандни службеници у први мах су се отворено подсмевали вести да је Стамболић нестао, док је сам Милошевић бившем македонском председнику Кири Глигорову у телефонском разговору обећао да ће учинити све да пронађе свог некадашњег пријатеља и кума, уз то се жалио како је породица наводно касно пријавила нестанак Стамболића.
Против Милошевића се на председничким изборима 2000. кандидовао председник Демократске странке Србије Војислав Коштуница као кандидат Демократске опозиције Србије (ДОС). Избори су одржани 24. септембра и по првим прелиминарним званичним резултатима Савезне изборне комисије, Коштуница је освојио 49,22%, а Милошевић 40,23% гласова. У изборном штабу ДОС објављено је да је Коштуница победио са преко 50%.
Између два изборна круга избора, Слободан Милошевић се обратио јавности, говором 2. октобра 2000. године.
Након протеста 5. октобра Савезна изборна комисија саопштила је коначне резултате, по којима је однос гласова између ове двојице кандидата на изборима био 50,24% према 37,15%, односно да је Коштуница победио у првом кругу избора.

#### Демонстрације 5. октобра 2000.
Демократска опозиција Србије позвала је грађане да се 5. октобра 2000. године окупе испред Савезне скупштине како би се супротставили „великој изборној крађи” коју је Савезна изборна комисија спровела по налогу Слободана Милошевића. ДОС је ултимативно затражио да Слободан Милошевић до четвртка, 5. октобра, у 15 часова, призна изборну вољу грађана изражену на савезним, председничким и локалним изборима. Такође је захтевано и да РТС промени уређивачку политику и омогући објективно информисање о збивањима у Србији.
Председник Савезне изборне комисије је обавестио председнике изборних комисија изборних јединица да су „приведене крају припремне радње“ за други круг председничких избора, 8. октобра. Војислав Коштуница је затражио од Слободана Милошевића да призна пораз у првом кругу председничких избора и указао на опасност избијања отворених сукоба у Србији: „Ми ни у какав други круг не можемо да идемо, јер бисмо тиме постали саучесници у крађи бирачких гласова. Превара из првог круга не може се поништити другим, петим или ко зна којим кругом“.
Присталице ДОС долазиле су у Београд од раног јутра, организовано из више праваца, из целе Србије, а предводили су их лидери ДОС. Око 15 часова грађани окупљени на митингу испред Скупштине СРЈ покушали су да уђу у зграду Скупштине. Полиција је успела да великом количином сузавца растера знатан број људи са платоа испред Скупштине СРЈ.
Више десетина грађана ушло је око 16 часова у Савезну скупштину, док су се полицајци који су до тада чували зграду повукли. Из десног крила Скупштине вијорио се густ, црни дим, а готово сва стакла на згради су полупана. Полиција је бацила сузавац и у близини зграде Радио-телевизије Србије, док је багер кренуо да се пробије до улаза. Зграда РТС у Таковској улици потом је запаљена, а редовни програм РТС је престао да се емитује после 17 сати.
Новоизабрани председник СРЈ Војислав Коштуница обратио се предвече грађанима са терасе Скупштине града Београда, а потом и преко РТС. Демократска опозиција Србије је формирала кризни штаб за кључне функције у земљи у координацији са новим председником, а представници ДОС разговарали су током ноћи са челницима државне и јавне безбедности. Испред Скупштине града јутро је дочекао велики број људи.
Дана 6. октобра се Милошевић обратио народу преко телевизије и званично је признао пораз на председничким изборима. Дана 7. октобра др Војислав Коштуница положио је председничку заклетву пред посланицима Савезне скупштине и тиме инаугурисан на функцију председника СРЈ.

### Хапшење и изручење Хашком трибуналу
Дана 1. априла 2001. ухапшен је бивши председник Србије и СР Југославије Слободан Милошевић, осумњичен за злоупотребу службеног положаја. Хапшење је започето 30. марта, а окончано након два дана, после седмочасовних преговора о предаји. Хапшењу су претходиле организоване даноноћне страже присталица и симпатизера СПС-а и ЈУЛ-а испред куће у којој је Милошевић боравио. Дана 28. јуна, на Видовдан је изручен Трибуналу у Хагу на основу уредбе Владе Србије. Ову уредбу Савезни уставни суд је истог дана прогласио неуставном. Војислав Коштуница је два дана након изручења изјавио да није био обавештен о том чину, што се касније сматра тренутком у коме је он прозван необавештеним.
После изручења Милошевића Хашком трибуналу, првобитној оптужници за ратне злочине на Косову и Метохији придодате су и оптужнице за ратне злочине и геноцид у Босни и Херцеговини и ратне злочине у Хрватској. Дана 30. јануара 2002. године, Милошевић је оптужио Хашки трибунал да је извршио „зли и непријатељски напад“ против њега. У записник је унето да се не осећа кривим.

### Суђење
Суђење је почело 12. фебруара у Хагу. Милошевић је сам бранио себе све до смрти и није ни једног тренутка признавао законитост судске јурисдикције. Он је постао први председник неке државе против којег је подигнута оптужница за ратне злочине.
Његова популарност међу Србима нагло је порасла кад је почело суђење. Милошевићеве присталице сматрају суђење травестијом против истине и правде, као и кршењем националног суверенитета.
Милошевић је имао екипу у Београду која му је помагала у вези са суђењем. Често су му слали информације из досијеа тајне полиције. Трибунал је требало да докаже да је Милошевић имао команду у Хрватској и Босни, барем де факто, јер као председник Србије у то време он званично није имао толику контролу.
Суђење је била контроверзна тема. На њему је било много противречних и чудних сведочења, која неки сматрају снажним аргументом у прилог теорији о заверама и неистини са свих страна. На пример:
- Сведочење генерала Веслија Кларка, у којем је генерал рекао да је Милошевић тајно дошао код њега на једној конференцији да призна да је знао за масакр у Сребреници, а у истим доказима да НАТО није имао никакве везе са ОВК.
- Изјава бившег шефа ДБ Радета Марковића да је написана изјава о Милошевићевим злочинима отета од њега силом.
- Изјава лорда Овена (коаутора Венс-Овеновог плана) да је Милошевић једини вођа који се константно залагао за мир и да је било какав чин национализма био „анатема“ за њега.
- Исказ Војислава Шешеља, који је изјавио да је много пута током 1990—их година лажно оптуживао Милошевића, чак и за ратне злочине, све у сврху политичке борбе. Ово сведочење је уједно и најдуже до сада на суђењу, јер је трајало нешто више од месец дана. Тужилаштво је оспорило његову истинитост.

У пресудама другим оптуженима је поменуто да постоје докази о његовој повезаности са ратним злочинима и насилним депортацијама не-српског становништва током рата у Босни и Херцеговини, у Хрватској и на Косову.
Међународни суд правде је ослободио Србију оптужбе за геноцид, али је председник судског већа изјавио да је Милошевић био свестан ризика да се масакри могу догодити и да их није спречио.
Током његовог суђења се десио атентат на Зорана Ђинђића. По интервјуу за Newsweek који је 2013. године дала Биљана Плавшић, друга председница Републике Српске која је и сама била у то време у Хагу, Милошевићу је било жао када је чуо за тај догађај. Наводно је и негодовао прославу Војислава Шешеља због Ђинђићеве смрти.

### Болест и смрт

#### Захтев за лечење у Москви
Током суђења, почели су да се јављају озбиљни здравствени проблеми код Милошевића. Патио је од слабог срца и осталих делова кардиоваскуларног система. Више пута је суђење одгађано због његовог здравствена стања. Милошевић се више пута жалио на здравствене проблеме у судници Хашког трибунала, а судско веће одбило је 24. фебруара 2006. његов захтева да га пусте у Москву на лечење. Он је 22. фебруара обавестио председавајућег судију Патрика Робинсона да не може да настави испитивање сведока, јер се не осећа добро.
Два дана пре смрти, Слободан Милошевић је у разговору са адвокатом Зденком Томановићем и Момиром Булатовићем, изразио сумњу да га, према речима адвоката Томановића наводно „трују“. Томановић је на основу тога и захтева породице уложио писмени захтев да се обдукција изврши у Москви. Захтев је одбијен. Ипак, Суд је пристао да два српска лекара присуствују обдукцији у Хагу.

#### Смрт
Слободан Милошевић је умро у притвору у Схевенингену 11. марта 2006. године. Хашки трибунал потврдио је да је преминуо бивши председник Србије и СРЈ Слободан Милошевић и најавио истрагу. У штуром саопштењу пише да је Милошевић пронађен мртав у јутро 11. марта у својој ћелији у притвору Хашког трибунала.
Данас, 11. марта, Слободан Милошевић је пронађен беживотан у свом кревету у притворској јединици УН у Схевенингену. Чувар је одмах позвао заповедника и лекара притвора. Лекар је потврдио да је Милошевић мртав
Иако је саопштено да је тренутак смрти био између 7 и 9 часова ујутру, а да је стражар у 10 часова и 5 минута утврдио да је тело непомично. Зденко Томановић је 17. марта на телевизији Б92 изјавио да је у 9:30 добио телефоном обавештење да је Слободан Милошевић у шетњи.
Холандска полиција и судски вештак позвани су и започели су истрагу. „Биће обављена аутопсија и токсиколошка анализа“, прецизирао је Трибунал. Председник Трибунала Фаусто Покар наредио је да се спроведе истрага о Милошевићевој смрти.
Тело Слободана Милошевића предато је Холандском форензичком институту у Хагу, саопштио је Хашки трибунал. Милошевићева породица је обавештена о његовој смрти.
Како се наводи у саопштењу Националног савета за сарадњу с Хашким трибуналом, 12. марта је обдукција обављена у холандском Институту за судску медицину у Хагу. Приликом обдукције тела Слободана Милошевића је утврђено да је непосредни узрок смрти инфаркт.
Обдукцију тела Слободана Милошевића вршила су два судска патолога и један неуропатолог, сви из Холандије, док су обдукцију надгледали патолог из Белгије и два експерта са Војно-медицинске Академије у Београду.
Цео ток обдукције је сниман и начињена је детаљна фотодокументација. По мишљењу експерата из СЦГ који су непосредно надзирали обдукцију, цео поступак је обављен веома професионално.
Милошевићев бивши лекар Вукашин Андрић сматра да је смрт наступила због узимања непрописаног лека „дроперидол”. О томе је написао књигу „Анатомија судског убиства”.

#### Реакције
- Супруга бившег југословенског и српског председника Мира Марковић изјавила је америчкој ТВ мрежи Си-Ен-Ен да је Трибунал у Хагу „убио њеног мужа“.
- Брат Слободана Милошевића, Борислав, изјавио је у Москви, где га је затекла вест о томе да је бивши југословенски и српски председник преминуо у својој ћелији у Схевенингену, да „сва одговорност лежи на Хашком трибуналу“. „Не бих то коментарисао. Сва одговорност лежи на Хашком трибуналу“, рекао је Борислав.
- „Слободан Милошевић је био одлучан да истраје до краја суђења за ратне злочине и никада не би починио самоубиство“, оценио је Стивен Кеј, кога је Хашки трибунал одредио за адвоката бившег председника Србије и Југославије иако се он до краја сам бранио.
- Председник Србије Борис Тадић изразио је саучешће поводом смрти Милошевића. Тадић је упутио саучешће породици Милошевић и Социјалистичкој партији Србије.
- Председник Владе Србије Војислав Коштуница изразио је жаљење због смрти Слободана Милошевића и најавио да ће Влада затражити од Хашког трибунала извештај о том догађају.
- „У нашем народу се поштује обичај да се у оваквим тренуцима политичке и све друге разлике остављају по страни“, истакао је Коштуница. Он је истовремено изразио саучешће Милошевићевој породици и Социјалистичкој партији Србије. „Влада Србије затражиће од Хашког трибунала детаљан извештај о овом трагичном догађају“, рекао је Коштуница.
- Председник Координационог центра за Косово и Метохију Санда Рашковић-Ивић упутила је поводом смрти Слободана Милошевића телеграм саучешћа Главном одбору Социјалистичке партије Србије. „Истовремено, молим вас да изразе мог саучешћа пренесете породици Милошевић“, каже Санда Рашковић-Ивић.
- Црногорски председник Филип Вујановић упутио је саучешће породици Слободана Милошевића. „Смрт сваког човјека изазива жаљење, посебно када се деси током суђења, уз одбијање очекивања да се пружи медицинска помоћ за коју је постојала адекватна гаранција“, навео је Вујановић.

#### Сахрана
Посмртни остаци Слободана Милошевића су 15. марта 2006. године допремљени у Београд из Хага, а потом пренети у капелу болнице „Свети Сава“, али том догађају на Аеродрому „Никола Тесла“ није присуствовао нико од чланова његове најуже породице, већ само политички представници СПС.
Милошевићев син Марко преузео је његове посмртне остатке у Хагу и испратио за Београд, али је, супротно очекивањима, уместо у Београд отпутовао у Москву.
Ковчег са телом Слободана Милошевића је био изложен у београдском музеју „25. мај“, делу Музеја историје Југославије на Дедињу, где је сахрањен Јосип Броз Тито и где је у непосредној близини Милошевић становао. Милошевићеви посмртни остаци су били изложени у музеју до 18. марта 2006. године, када је у подне организован испраћај на платоу испред Скупштине СЦГ коме је, према проценама полиције, присуствовало око 80 хиљада људи.
У 12 часова, тело Слободана Милошевића је пренето у Пожаревац где је од 14 часова било изложено у сали Скупштине општине. Више десетина хиљада следбеника сачекало је поворку на централном градском тргу у Пожаревцу, а поворка се потом упутила ка гробници направљеној у дворишту куће Милошевића, испод стабла липе.
Ковчег с телом Милошевића је без икаквих верских церемонија спуштен у земљу у 17:50 часова.
БК ТВ је од српских ТВ канала имала ексклузивно право преноса сахране. Преко тог канала је сахрану пратило 2.688.622 гледалаца (25,2% српског телевизијског тржишта), што је најгледанији програм у историји БК телевизије.

## Постхумно
Скоро 9 месеци после његове смрти је 3. децембра 2006. одржан VII конгрес СПС-а, где се између осталог бирао и његов наследник на месту председника странке. У другом кругу избора је Ивица Дачић победио Милорада Вучелића, и од тада се налази на челу странке.
Његова супруга Мира је до смрти 14. априла 2019. живела у Русији. Након смрти су њени остаци кремирани, а затим пренети у Србију, и сахрањени су поред њега у њиховом дому у Пожаревцу.
У Русији је средином јуна 2023. испред мото-клуба Ноћних вукова у Москви привремено постављен један његов споменик. Свечаном постављању споменика је присуствовао и његов син Марко Милошевић.
Средином децембра 2023. је свечана сала у Нишу која припада СПС-у названа у његову част. Табла са његовим именом је постављена испред улаза у салу, а поред улаза у салу је постављена његова слика коју свечано открили његов унук Марко и председник Градског одбора странке Игор Новаковић.
Светозар Милошевић, син Слободановог рођеног брата Боре, за Информер је изјавио да би Београд требао да има улицу или споменик Слободану Милошевићу, с обзиром да Хрватска има аеродром назван по Фрањи Туђману..

## Стил владања
Као близак сарадник Слободана Милошевића, Борислав Јовић је писао о његовом стилу владања. Према Јовићу, он је владао аутократски, кршећи све процедуре и статуте, на државном као и партијском нивоу. Његов апсолутизам је често деловао као оштрији у односу на апсолутизам за време власти Тита, у чијој власти се другачије мишљење про форме уважавало.
Милошевић није подносио критику свог мишљења или различито мишљење изражено у јавности и био је изразито сујетан. Непокорне сараднике је смењивао или их приморавао да поднесу оставке. Он је желео да прихвати Венс-Овенов план, што су Срби из Босне и Херцеговини одбили, што га је разгневило и због чега је увео санкције Републици Српској. Јовић наводи да је због одбијања да саслуша и пошто није имао око себе озбиљне аналитичаре и саветнике, већ послушнике, Милошевић правио низ грешака и погрешних процена у националној и државној политици.
Директно и непрестано је утицао на медије, пошто је веровао да се за народ оно што није приказано у медијима није ни догодило. Упркос томе, врло ретко се лично појављивао у емисијама и давао интервјуе.

## Награде и одликовања
Био је резервни капетан Југословенске народне армије. Милошевић је био носилац Ордена рада са сребрним венцем и Ордена рада с црвеном заставом, а 1994. године је добио и Орден Републике Српске са огрлицом, Медаљу Риге од Фере и Орден српског ратника Друштва за неговање традиција ослободилачких ратова до 1918. године.

## Приватни живот
Из брака са супругом Мирјаном Марковић, председницом Дирекције Југословенске левице (ЈУЛ) имао је кћерку Марију и сина Марка. Говорио је енглески језик, и дао је пар интервјуа иностраним медијима на њему.

### Породично стабло
| \| \| \| \| \| \| \| \| \| \| \| 8. Мирко Милошевић \| \| \| \| \| \| \| \| \| \| \| \| \| \| \| \| \| \| \| \| \| \| \| \| \| \| \| \| \| \| \| \| \| \| \| \| \| \| \| \| \| \| \| \| \| \| \| \| \| \| \| 4. Симеун Милошевић \| \| \| \| \| \| \| \| \| \| \| \| \| \| \| \| \| \| \| \| \| \| \| \| \| \| \| \| \| \| \| \| \| \| \| \| \| \| \| \| \| \| \| \| \| \| \| \| \| \| \| \| \| \| \| \| \| \| \| \| \| \| \| \| \| \| \| \| \| \| \| \| \| \| \| \| \| \| \| \| \| \| \| \| \| \| \| \| \| \| \| \| \| \| \| \| \| \| \| \| \| \| \| \| \| \| \| \| \| \| \| \| \| \| \| \| \| \| \| \| 2. Светозар Милошевић (1907—1962) \| \| \| \| \| \| \| \| \| \| \| \| \| \| \| \| \| \| \| \| \| \| \| \| \| \| \| \| \| \| \| \| \| \| \| \| \| \| \| \| \| \| \| \| \| \| \| \| \| \| \| \| \| \| \| \| \| \| \| \| \| \| \| \| \| \| \| \| \| \| \| \| \| \| \| \| \| \| \| \| \| \| \| \| \| \| \| \| \| \| \| \| \| \| \| \| \| \| \| \| \| \| \| \| \| \| \| \| \| \| \| \| \| \| \| \| \| \| \| \| 5. Јонка Милошевић \| \| \| \| \| \| \| \| \| \| \| \| \| \| \| \| \| \| \| \| \| \| \| \| \| \| \| \| \| \| \| \| \| \| \| \| \| \| \| \| \| \| \| \| \| \| \| \| \| \| \| \| \| \| \| \| \| \| \| \| \| \| \| \| \| \| \| \| \| \| \| \| \| \| \| \| \| \| \| \| \| \| \| \| \| \| \| \| \| \| \| \| \| \| \| \| \| \| \| \| \| \| \| \| \| \| \| \| \| \| \| \| \| \| \| \| \| \| \| \| 1. Слободан Милошевић (1941—2006) \| \| \| \| \| \| \| \| \| \| \| \| \| \| \| \| \| \| \| \| \| \| \| \| \| \| \| \| \| \| \| \| \| \| \| \| \| \| \| \| \| \| \| \| \| \| \| \| \| \| \| \| \| \| \| \| \| \| \| \| \| \| \| \| \| \| \| \| \| \| \| \| \| \| \| \| \| \| \| \| \| \| \| \| \| \| \| \| \| \| \| \| \| \| \| \| \| \| \| \| \| \| \| \| \| \| \| \| \| \| \| \| \| \| \| \| \| \| \| \| 6. Ђуро Кољеншић \| \| \| \| \| \| \| \| \| \| \| \| \| \| \| \| \| \| \| \| \| \| \| \| \| \| \| \| \| \| \| \| \| \| \| \| \| \| \| \| \| \| \| \| \| \| \| \| \| \| \| \| \| \| \| \| \| \| \| \| \| \| \| \| \| \| \| \| \| \| \| \| \| \| \| \| \| \| \| \| \| \| \| \| \| \| \| \| \| \| \| \| \| \| \| \| \| \| \| \| \| \| \| \| \| \| \| \| \| \| \| \| \| \| \| \| \| \| \| \| 3. Станислава Милошевић (1911—1974), рођена Кољеншић \| \| \| \| \| \| \| \| \| \| \| \| \| \| \| \| \| \| \| \| \| \| \| \| \| \| \| \| \| \| \| \| \| \| \| \| \| \| \| \| \| \| \| \| \| \| \| \| \| \| \| \| \| \| \| \| \| \| \| \| \| \| \| \| \| \| \| \| \| \| \| \| \| \| \| \| \| \| \| \| \| \| \| \| \| \| \| \| \| \| \| \| \| \| \| \| \| \| \| \| \| \| \| \| \| \| \| \| \| \| \| \| \| \| \| \| \| \| \| \| 7. Кића Кољеншић \| \| \| \| \| \| \| \| \| \| \| \| \| \| \| \| \| \| \| \| \| \| \| \| \| \| \| \| \| \| \| \| \| \| \| \| \| \| \| \| \| \| \| |                                                      |  |  |  |  |  |  |  |  |                    |  |  |  |
| |                                                      |  |  |  |  |  |  |  |  | 8. Мирко Милошевић |  |  |  |
| |                                                      |  |  |  |  |  |  |  |  |                    |  |  |  |
| |                                                      |  |  |  |  |  |  |  |  |                    |  |  |  |
| |                                                      |  |  |  |  |  |  |  |  |                    |  |  |  |
| | 4. Симеун Милошевић                                  |  |  |  |  |  |  |  |  |                    |  |  |  |
| |                                                      |  |  |  |  |  |  |  |  |                    |  |  |  |
| |                                                      |  |  |  |  |  |  |  |  |                    |  |  |  |
| |                                                      |  |  |  |  |  |  |  |  |                    |  |  |  |
| |                                                      |  |  |  |  |  |  |  |  |                    |  |  |  |
| |                                                      |  |  |  |  |  |  |  |  |                    |  |  |  |
| |                                                      |  |  |  |  |  |  |  |  |                    |  |  |  |
| |                                                      |  |  |  |  |  |  |  |  |                    |  |  |  |
| | 2. Светозар Милошевић (1907—1962)                    |  |  |  |  |  |  |  |  |                    |  |  |  |
| |                                                      |  |  |  |  |  |  |  |  |                    |  |  |  |
| |                                                      |  |  |  |  |  |  |  |  |                    |  |  |  |
| |                                                      |  |  |  |  |  |  |  |  |                    |  |  |  |
| |                                                      |  |  |  |  |  |  |  |  |                    |  |  |  |
| |                                                      |  |  |  |  |  |  |  |  |                    |  |  |  |
| |                                                      |  |  |  |  |  |  |  |  |                    |  |  |  |
| |                                                      |  |  |  |  |  |  |  |  |                    |  |  |  |
| | 5. Јонка Милошевић                                   |  |  |  |  |  |  |  |  |                    |  |  |  |
| |                                                      |  |  |  |  |  |  |  |  |                    |  |  |  |
| |                                                      |  |  |  |  |  |  |  |  |                    |  |  |  |
| |                                                      |  |  |  |  |  |  |  |  |                    |  |  |  |
| |                                                      |  |  |  |  |  |  |  |  |                    |  |  |  |
| |                                                      |  |  |  |  |  |  |  |  |                    |  |  |  |
| |                                                      |  |  |  |  |  |  |  |  |                    |  |  |  |
| |                                                      |  |  |  |  |  |  |  |  |                    |  |  |  |
| | 1. Слободан Милошевић (1941—2006)                    |  |  |  |  |  |  |  |  |                    |  |  |  |
| |                                                      |  |  |  |  |  |  |  |  |                    |  |  |  |
| |                                                      |  |  |  |  |  |  |  |  |                    |  |  |  |
| |                                                      |  |  |  |  |  |  |  |  |                    |  |  |  |
| |                                                      |  |  |  |  |  |  |  |  |                    |  |  |  |
| |                                                      |  |  |  |  |  |  |  |  |                    |  |  |  |
| |                                                      |  |  |  |  |  |  |  |  |                    |  |  |  |
| |                                                      |  |  |  |  |  |  |  |  |                    |  |  |  |
| | 6. Ђуро Кољеншић                                     |  |  |  |  |  |  |  |  |                    |  |  |  |
| |                                                      |  |  |  |  |  |  |  |  |                    |  |  |  |
| |                                                      |  |  |  |  |  |  |  |  |                    |  |  |  |
| |                                                      |  |  |  |  |  |  |  |  |                    |  |  |  |
| |                                                      |  |  |  |  |  |  |  |  |                    |  |  |  |
| |                                                      |  |  |  |  |  |  |  |  |                    |  |  |  |
| |                                                      |  |  |  |  |  |  |  |  |                    |  |  |  |
| |                                                      |  |  |  |  |  |  |  |  |                    |  |  |  |
| | 3. Станислава Милошевић (1911—1974), рођена Кољеншић |  |  |  |  |  |  |  |  |                    |  |  |  |
| |                                                      |  |  |  |  |  |  |  |  |                    |  |  |  |
| |                                                      |  |  |  |  |  |  |  |  |                    |  |  |  |
| |                                                      |  |  |  |  |  |  |  |  |                    |  |  |  |
| |                                                      |  |  |  |  |  |  |  |  |                    |  |  |  |
| |                                                      |  |  |  |  |  |  |  |  |                    |  |  |  |
| |                                                      |  |  |  |  |  |  |  |  |                    |  |  |  |
| |                                                      |  |  |  |  |  |  |  |  |                    |  |  |  |
| | 7. Кића Кољеншић                                     |  |  |  |  |  |  |  |  |                    |  |  |  |
| |                                                      |  |  |  |  |  |  |  |  |                    |  |  |  |
| |                                                      |  |  |  |  |  |  |  |  |                    |  |  |  |

## У популарној култури
- Лик Слободана Милошевића у телевизијској мини-серији Породица (2021), која приказује његово хапшење априла 2001, тумачи глумац Борис Исаковић који је на свом претходном пројекту глумио генерала Ратка Младића у босанскихерцеговачком филму Quo Vadis, Aida?.[139]
- Као и многи тадашњи политичари, приказан је у сатиричној луткарској ТВ серији Никад извини, која се емитовала током 2004. и 2005. године.[140]
- Појавио се и у 18. епизоди друге сезоне цртане ТВ серије Породични човек.[141]